# Myrer
 "Myre" omdirigeres hertil. For andre betydninger af Myre, se Myre (flertydig).
Myrerne (Formicidae) er en familie af årevingede insekter med mere end 14.000 beskrevne arter. Det er en af de mest succesrige grupper af insekter og har særlig interesse, fordi de lever i avancerede samfund. I ordenen Hymenoptera er de særligt nært beslægtede med hvepsene, nemlig familierne Vespidae og Scoliidae. De ældste myrer er fundet i lag, som tilhører den sidste del af kridttiden. Myrerne kan kendes på følgende fysiologiske træk: De har følehorn med et skarpt, albueagtigt knæk, og de har et kugleformet kropsled, pedicelet, der er dannet af de første bagkropsled (hos hvepsene er den samme del sammenvokset med brystet). Desuden er de fleste myrer vingeløse, men det varierer mellem kasterne inden for samfundet og ikke mellem arterne.
En opgørelse over antallet af myrer lyder, at der er 2•1016 myrer på jorden svarende til 2,5 million myrer for hvert menneske.

## Kolonier
Myresamfund er eusociale og ligner meget dem, man finder hos andre samfundsdannende arter inden for Hymenoptera, selv om de forskellige grupper i ordenen sandsynligvis udviklede samfund uafhængigt af hinanden gennem det, man kalder konvergent evolution (parallel udvikling). Æggene lægges af én eller af og til flere dronninger, og de fleste udvikles til vingeløse, sterile hunner, som kaldes arbejdere. Med mellemrum producerer samfundet sværme af nye dronninger og hanner, der almindeligvis er vingede. Kolonier producerer både hanner og hunner samtidigt, men skifter oftes hvert år, til kun at lade enten hanner eller hunner flyve. På denne måde undgås indavl. Hannerne dør i alle tilfælde kort efter parringen, og hunnen lander på jorden hvor hun bider sine vinger af. Disse nye dronninger har herfra flere muligheder fra art til art, til hvordan de vil starte deres nye tilværelse. Hunnen kan enten grave en tunnel og starte en hel ny koloni, som det ses med Lasius niger (sort havemyre). Hunnen kan også finde en allerede eksisterende koloni og bo i den, som det ofte er tilfældet med Myrmica rubra (korttornet stikmyre), der gerne har flere dronninger i samme tue. Eller hunnen kan finde arbejdere fra sin egen art eller en anden, og lade dem hjælpe med – eller tvinge dem – til at starte et nyt bo, som det ses hos Formica fusca (sort slavemyre).

## Udvikling
Myrer udvikles gennem fuldstændig forvandling fra æg til larver og pupper, før de bliver voksne (imago). Larvestadiet er særligt hjælpeløst – det mangler eksempelvis fuldstændigt ben – og er henvist til de voksnes pleje for at kunne klare sig. Forskellen mellem dronninger og arbejdere og mellem de forskellige arbejderkaster indbyrdes (hvis arten producerer sådan en adskillelse) afgøres af føden i larvestadiet. Larverne bliver fodret ved en proces, der kaldes trophallaxis, hvor en arbejder gylper mad op fra et lager i kroen. Det samme sker, når de voksne deles om maden. Både larver og pupper skal holdes ved en temmelig konstant temperatur for at sikre den rette udvikling. Det betyder, at de ofte må flyttes rundt mellem forskellige afdelinger i boet.
En ny arbejder bruger de første dage af sit liv på at tage sig af dronningen og larverne. Derefter bliver den forfremmet til at grave eller udføre andet arbejde i boet, og til sidst når den til at skulle skaffe føde og forsvare tuen. Disse skift er temmelig pludselige og skaber, hvad man har kaldt ”midlertidige kaster”. Hos nogle få myrearter er der også fysiske kaster – arbejderne findes i et sortiment af størrelser, som kaldes små, mellemstore og store arbejdere, hvor de sidste begynder at hente føde på et tidligt tidspunkt. Ofte har de store myrer uforholdsmæssigt store hoveder og derfor stærkere kæber. Hos nogle få arter er de mellemstore arbejdere forsvundet, og der er en skarp skillelinje og klare, fysiske forskelle mellem de små og de store, som ofte kaldes soldater.

## Kommunikation og adfærd
Myrernes kommunikation sker først og fremmest ved udveksling af kemiske stoffer, feromoner, som er mere udviklede hos myrerne end hos andre grupper af Hymenoptera-arter, fordi de mest færdes nær jorden. Hvis en arbejder eksempelvis finder føde på sin vej hjemad, efterlader den et spor på jorden. Det spor bliver fulgt af andre fra kolonien, og når de vender hjem, vil de forstærke sporet, indtil føden er opbrugt. Derefter fordamper sporstofferne langsomt, og myrerne hører op med at følge sporet. Vejen hjem kan derefter findes ved hjælp af landkending og solens stilling. En såret myre udsender et alarm-feromon, som gør myrer i nærheden klar til kamp, hvis signalet er meget kraftigt. Er det svagere, tilkalder det i stedet andre fra boet. På dette tidspunkt vil nogle af myrerne udskille propaganda-feromoner, der forvirrer eventuelle fjender.
Ganske som andre insekter bruger myrerne følehornene som lugteorganer. De er ret bevægelige, da de har et albueled lige uden for det forlængede første led. Da følehornene sidder parvis, kan de give oplysning om både intensitet og retning til det, der afgiver lugten. Visse feromoner bliver blandet op med føden i kroen, så myrerne udveksler foruden føde også oplysninger om hinandens sundhedstilstand og ernæringstilstand. Desuden kan myrerne forstå, hvilken arbejdsgruppe en anden tilhører: Eksempelvis fødeindsamlerne eller yngelplejerne. Det er også centralt for samfundet, at dronningen udskiller et feromon, som afholder arbejderne fra at opfostre nye dronninger. Når hun dør, mangler stoffet, og arbejderne går i gang med at opfodre nye arvtagere. 
Myrer angriber og forsvarer sig ved at bide eller i nogle tilfælde ved at stikke, og de følger altid op med en dosis gift ind i såret. Oftest er det myresyre, de bruger, og stoffet har vist sig at være så effektivt mod andre leddyr, at det kan bruges mod varroa-mider i bistader.

## Typer
Der er store forskelle mellem myrearterne og den adfærd, de har. De mest primitive myrer er hærmyrerne og jagtmyrerne fra henholdsvis Sydamerika og Afrika. De bygger ikke vedvarende tuer, men skifter i stedet mellem vandreperioder og bofaste perioder, hvor de danner tuer af deres egne kroppe. De fleste myrer bygger vedvarende boer ofte udgravet i jorden eller anbragt i naturlige hulheder. Samfundene formerer sig enten ved parringsflugten som beskrevet ovenfor eller ved, at en gruppe arbejdere udvandrer og bygger en ny tue, hvor de går i gang med at opfostre nye dronninger. 
Samfundets medlemmer kan genkendes ved deres lugt og alle andre bliver angrebet, dog med nogle tankevækkende undtagelser:
- Nogle myrer angriber andre myresamfund og henter pupperne hjem derfra. Når de klækkes, udfører de arbejderopgaver, selv om de ikke har genetisk fællesskab med dronningen. Nogle få arter, som f.eks. krigermyrerne, Neivamyrex pilosus, er blevet så afhængige af slaver fra andre arter, at de ikke længere er i stand til at skaffe sig føden på egen hånd.

- Honningkrukkemyrer har specialiserede arbejdere, som simpelthen oplagrer føde til resten af kolonien, hvad der gør dem stort set ubevægelige med voldsomt opsvulmede bagkroppe. På de steder, hvor de lever i Afrika, betragtes de som en stor delikatesse.

- Vævermyrer (Oecophylla) bygger boer i træerne ved at hæfte blade sammen. De trækker dem først sammen med broer af arbejdere, og derpå syer de dem sammen ved at trykke silkeproducerende larver mod dem skiftevis.

- Bladskærermyrer (Atta) lever udelukkende af en speciel svamp, der kun kendes fra deres tuer. De samler uafbrudt blade, som de bider i bittesmå stykker, så svampen kan vokse på dem. Disse myrer har mange kaster i forskellige størrelser, der hver især er beskæftiget med at tygge bladstykkerne i mindre og mindre bidder.

- Tømrermyrer lever af træstof, og de ødelægger træer ved at udhule dem til tuerne. Tømrermyrer findes i forskellig størrelse og farve, men de er for det meste store (0,5-1,5 cm) og sortfarvede.

## Symbiotiske og parasitiske forhold mellem myrer og andre arter
- Bladlus udskiller en sød væske, som kaldes honningdug. Normalt lader lusene den bare falde til jorden, men når der er myrer i nærheden, bliver den gemt, så de kan indsamle den. Myrerne holder på deres side rovdyr væk fra lusene, og de flytter dem rundt til bedre fødekilder.

- Myrmecofile eller myreelskende larver (af flere forskellige sommerfugleslægter) bliver bevogtet som kvæg af myrerne, der fører dem ud til græsning om dagen og henter dem hjem til tuen om aftenen. Larverne har en kirtel, der udskiller honningdug, hvis myrerne masserer dem.

- Nogle myrmecofage (dvs. myreædende) larver udskiller et feromon, som får myrerne til at opfatte larverne som deres egne. Disse larver bliver bragt ind i tuen, hvor de så lever af myrelarver og –pupper.

- Nogle myrearter, så som Lasius claviger, kan kun starte en koloni ved at finde en allerede eksiterende koloni, og dræbe den nuværende dronning. Ved derefter at udskillde samme duft, som den dronning hun har dræbt, kan hun udenvidere overtage tuen, der uvidende opfostrer hendes afkom.

- Primitive arter som eksempelvis Adetomyrma venatrix, lever i et symbiotisk forhold med deres egne larver. De voksne myre fodrer laverne, der til gengæld lader dem bide sig for at drikke deres blod. Denne art kaldes populært "vampyrmyre".

- Andre arter er offer for svampen Ophiocordyceps unilateralis, der infiserer myrens centralnervesystem. Når svampen har udviklet sig inde i myrens hjerne, får den myren til at bide sig fast i en plantestilk, hvorefter myren dør. Nogle dage senere spirer svampens frugtlegme med spore, ud gennem hovedet på myren, og cyklussen kan starte forfra. Hvordan svampen får myren til at handle som den gør, er stadigt uvidst.

Mennesker har haft et blandet forhold til myrer gennem det meste af historien. På den ene side har man ofte brugt myrerne i fabler og børneeventyr som illustration af flid og samarbejde. De kan være meget fordelagtige ved at fjerne plagsomme insekter og gennemlufte jorden. På den anden side kan de blive til irritation eller alvorlig plage, når de invaderer huse, landejendomme, haver og marker. Nogle arter kaldes dræbermyrer, fordi de kan angribe meget større dyr, når de er på jagt efter føde, eller når de forsvarer deres bo. Det er sjældent, at de angriber mennesker, men deres stik og bid kan være meget smertefulde og lammende, hvis de er talrige nok. Den slags arter bliver særligt problematiske, når de bliver indført til egne, hvor de ikke hører hjemme.
Termitter kaldes af og til for "hvide myrer", men de er i grunden slet ikke beslægtet med myrer, selv om de har samfund, der er opbygget nogenlunde tilsvarende. De danner ordenen Isoptera. De er tættest beslægtede med kakerlakker.

## Kulturelle afspejlinger
Myren vises ofte som et symbol på flid, men også på aggressivitet og hævntørst, og myrer bruges nogle steder som kur mod dovenskab (f.eks. i Marokko). I visse dele af Afrika er myrer gudernes sendebud. Myrebid påstås at have helbredende virkning. Visse af de oprindelige folk i Amerika (indianerne) har en religion, der betragter myrerne som de første folk. Det gælder f.eks. i hopiernes mytologi. Andre af disse folk bruger myrebid i optagelsesritualer som et bevis på udholdenhed.

## Slægter
Nogle af myrefamiliens slægter og arter:
- Camponotus
  - Camponotus herculeanus – Herkulesmyre
  - Camponotus ligniperda – Kæmpemyre
  - Camponotus cylindricus – Eksplosionsmyre
  - Camponotus saundersi
- Diplorhoptrum
  - Diplorhoptrum fugax – Tyvemyre
- Formica
  - Formica cinerea – Grå klitmyre
  - Formica exsecta - Rød hedemyre
  - Formica fusca – Sort slavemyre
  - Formica picea - Mosemyre
  - Formica rufa – Rød skovmyre
  - Formica rufibarbis – Rød slavemyre
  - Formica sanguinea – Blodrød rovmyre
  - Formica transcaucasica – Mosemyre
  - Formica truncorum – Stubmyre
  - Formicoxenus nitidulus – Blank gæstemyre
- Lasius
  - Lasius alienus – Hedemyre
  - Lasius flavus – Gul engmyre
  - Lasius fuliginosus – Orangemyre
  - Lasius neglectus – Invasiv havemyre
  - Lasius niger – Sort havemyre
  - Lasius psammophilus - Sandjordmyre
  - Lasius umbratus - Gul jordmyre
- Leptothorax
  - Leptothorax acervorum - Barkmyre
- Monomorium
  - Monomorium pharaonis – Faraomyre
- Myrmica
  - Myrmica rubra - Korttornet stikmyre
  - Myrmica ruginodis - Almindelig stikmyre
  - Myrmica rugulosa - Sandstikmyre
  - Myrmica scabrinodis - Engstikmyre
  - Myrmica schencki – Tragtmyre
- Tetramorium
  - Tetramorium caespitum – Græstørvmyre